# Sternwarte Neumünster

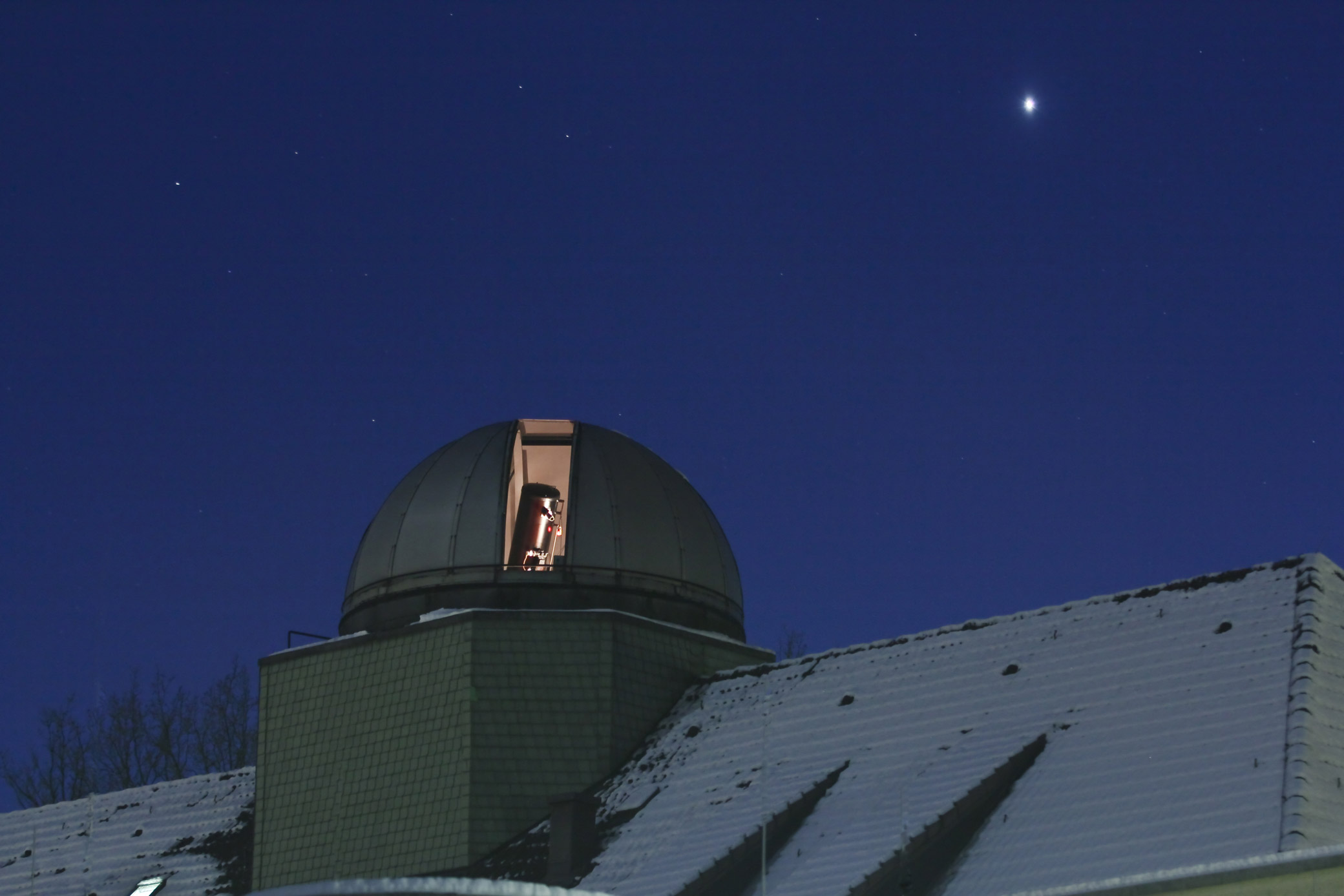
Die vhs-Sternwarte Neumünster auf dem Dach der DRK-Fachklinik Hahnknüll

Die vhs-Sternwarte ist eine Institution der Volkshochschule Neumünster und besteht seit 1971.
Betreut wird die vhs-Sternwarte durch die Astronomie AG der vhs, deren Mitglieder sich „Sternkieker“ nennen. In ihrer Freizeit kümmern sie sich um den Erhalt der Instrumente, den Ausbau der Sternwarte und gestalten Führungen und Vorträge für Schulklassen und Besuchergruppen. Seit 2011 befindet sich unter der Kuppel das ehemalige Hauptteleskop der Sternwarte Lübeck mit 19 Zoll Spiegeldurchmesser und f/4. Für Feldbeobachtungen nutzen die Astronomen ein Dobson-Spiegelteleskop mit 16 Zoll Durchmesser und f/5.
Für Schulungszwecke stehen den Mitgliedern und Kursteilnehmern der Volkshochschule Kleingeräte zur Verfügung, die auch ausgeliehen werden können. Seit der Gründung ist die Astrofotografie ein Schwerpunkt in Neumünster. 2012 wurde zudem eine Jugendsternwarte für Kinder im Alter von 10 bis 14 Jahren eingerichtet.
Im April 2019 benannte die Internationale Astronomische Union (IAU) den bisherigen Kleinplaneten 2008 RV26 in 342000 Neumünster um. Die IAU ehrt damit jene Stadt, die seit 1969 die astronomische Bildung fördert.
Am 8. November 2021 wurde ein vom österreichischen Astronomen Wolfgang Ries entdeckter Asteroid des inneren Hauptgürtels nach Sternwartenleiter Marco Ludwig benannt: (229723) Marcoludwig.